# Майерс, Форрест
Форрест Майерс (англ. Forrest Myers; род. 1941) — американский скульптор.
Самыми известными и неординарными его работами являются «Лунный музей» (1969) и «Стена» (1973). Помимо масштабных скульптур создавал мебель и инсталляции.

## Биография
Родился в 1941 году в Лонг Бич, Калифорния.
С 1958 по 1960 годы учился в Институте искусств Сан-Франциско, затем в 1961 году переехал в Нью-Йорк.
В 1960-х годах Майерс был одним из основателей галереи Park Place Gallery. В 1970-е годы занимался поиском форм, гармонирующих как с природой, так и с индустриальной средой; участвовал в движении хиппи.
В настоящее время он живет и работает в Бруклине, Нью-Йорк.